# Stazione di Settsu-Motoyama
La stazione di Settsu-Motoyama (摂津本山駅?, Settsu-Motoyama-eki) è una stazione ferroviaria di Kōbe, nella prefettura di Hyōgo, situata nel quartiere di Higashinada-ku. Si trova sulla linea JR Kōbe, sezione della linea principale Tōkaidō.

## Linee
- JR West
  - ■ Linea JR Kōbe (Linea principale Tōkaidō)

## Caratteristiche
La stazione ha due banchine a isola serventi quattro binari, ma quelli esterni sono isolati per permettere il transito in sicurezza dei treni rapidi e rapidi speciali che non fermano in questa stazione.
| 1 | ■ Linea JR Kōbe |  | Passaggio                            |
| 2 | ■ Linea JR Kōbe |  | per Sannomiya e Himeji               |
| 3 | ■ Linea JR Kōbe |  | per Ashiya, Amagasaki, Ōsaka e Kyoto |
| 4 | ■ Linea JR Kōbe |  | Passaggio                            |

## Stazioni adiacenti
| «                                    | Servizio      | »             |
| Linea JR Kōbe                        | Linea JR Kōbe | Linea JR Kōbe |
| ------------------------------------ | ------------- | ------------- |
| Kōnan-Yamate                         | Locale        | Sumiyoshi     |
| I Rapidi e i R. Speciali non fermano |               |               |